# Jean-Claude Pressac
Pour les articles homonymes, voir Pressac (homonymie).
Jean-Claude Pressac, né le 3 mars 1944 à Villepinte et mort le 23 juillet 2003, est un pharmacien français connu pour la qualité de ses publications sur l'histoire des chambres à gaz d'Auschwitz. 
À partir des années 1960, il s'intéresse aux aspects techniques des chambres à gaz et, face à l'incohérence des données qu'on lui fournissait, se rapproche de Robert Faurisson et des thèses négationnistes. Pressac finit par rompre avec le négationnisme à la fin des années 1980 pour commencer à publier le fruit de ses travaux sur la Shoah. Il devient dès lors reconnu par la communauté historienne pour la précision de ses arguments confirmant l'existence des chambres à gaz, quoique ses méthodes et sa personnalité aient pu être critiquées par certains de ses pairs.

## Une fascination précoce pour le nazisme et la «machinerie du meurtre de masse»

### Jeunesse et formation
Fils d'un officier de réserve, Jean-Claude Pressac connaît une enfance où, selon lui-même, « son univers ludique était imprégné par l'armée. » Sa scolarité se déroule dans un établissement militaire pour les pupilles de la nation où enseigne son père, puis de 1954 à 1962 au Prytanée militaire de La Flèche où il côtoie un temps l'activiste négationniste Pierre Guillaume. Selon les témoignages de ses condisciples, il fait alors preuve d'« un très grand intérêt pour la langue allemande et pour tout ce qui touche de près au nazisme et aux camps de la mort. » Il se décrit lui-même à sa sortie du Prytanée comme un « vrai petit facho. » C'est alors qu'il est, toujours selon lui-même, profondément marqué par la lecture de La mort est mon métier de Robert Merle, qui relate la vie du premier commandant du camp d'Auschwitz, Rudolf Höss.
Après une tentative d'intégrer Saint-Cyr, il renonce à la carrière militaire et choisit le métier de pharmacien. Il reste fasciné par l'histoire de l'extermination, notamment à travers la lecture d'ouvrages tels que le discuté Treblinka de Jean-François Steiner ou les mémoires de Rudolf Höss. En 1966, il se rend une première fois en Pologne au Stutthof, à Treblinka, puis à Auschwitz. L'« histoire, plus exactement la machinerie du meurtre de masse, devient une de ses autres obsessions. »

### Bref intérêt pour l'extrême droite
Au tournant des années 1970, sans être un militant actif, il fréquente des cercles d'extrême droite : l'Œuvre française qui diffuse la brochure négationniste Six millions de morts le sont-ils réellement ? puis Ordre nouveau. Il adhère au Front national vers 1973, mais renonce rapidement par la suite à tout engagement politique.

### D'un projet de roman au négationnisme
Il entame en 1975 l'écriture d'un roman en forme d'uchronie sur le IIIe Reich dont un chapitre se serait déroulé au camp de Birkenau en Pologne. Dérouté par les contradictions et invraisemblances qu'il dit avoir rencontrées dans ses lectures et dans le téléfilm Holocauste, doutant de l'existence même des fours crématoires, il se rend une deuxième fois à Auschwitz en octobre 1979. Il y rencontre le conservateur du musée Tadeusz Iwaszko ; ce dernier lui communique les plans des crématoires de Birkenau issus de la Direction des constructions SS (Bauleitung), mais Pressac les juge incompatibles avec une intention « criminelle ». C'est alors, selon lui, qu'il entend parler de Robert Faurisson, auquel il décide de s'adresser ; Nicole Lapierre s'étonne de l'insistance de Pressac sur le fait qu'il n'aurait découvert qu'alors le nom de Faurisson, « dans la mesure où c'est précisément la période où, en France, le négationniste défrayait la chronique sur ce sujet, les camps d'extermination nazis, qui passionnait Pressac ».

## Collaboration et rupture avec Robert Faurisson (1980-1981)

### Rencontre avec Faurisson
De retour en France, Jean-Claude Pressac rencontre Robert Faurisson par l'intermédiaire de son ancien condisciple Pierre Guillaume ; selon Pressac, « il n'y avait pas une réelle concordance de vue entre nous. Faurisson avait étudié le fonctionnement des chambres à gaz homicides d'Auschwitz et relevé les absurdités qu'il y avait découvertes. Il concluait que les SS n'avaient jamais pu y tuer les millions de Juifs comme l'affirmaient les survivants et les Polonais. Moi, j'étais troublé par l'arrangement des bâtiments crématoires qu'Iwaszko m'avait présentés comme criminels et qui ne l'étaient pas. Mais, chacun, avec ses propres critiques et réflexions, apportait de l'eau au moulin de l'autre. »
Entre le printemps 1980 et avril 1982, Pressac travaille en étroite collaboration avec Faurisson et, dans une moindre mesure, avec Pierre Guillaume. Bien qu'ils se rejoignent dans leur refus d'une histoire officielle qu'ils considèrent dictée par la propagande communiste et dans celui des témoignages qu'ils jugent sans valeur, leurs objectifs diffèrent profondément : celui de Jean-Claude Pressac est de « trouver des documents originaux ou tout indice sur les lieux [Auschwitz] accréditant une thèse ou une autre » tandis que Robert Faurisson, alors engagé dans plusieurs procès, est avant tout à la recherche d'un moyen de compléter sa documentation parcellaire afin d'assurer sa défense. Dès lors, comme le souligne Valérie Igounet, « l'optique de Robert Faurisson et de ses disciples est radicalement différente. Il s'agit pour eux d'aller dans le sens de la thèse négationniste, et, ce, de n'importe quelle manière. »

### Premiers doutes
Durant cette collaboration, l'examen de l'argumentaire de Faurisson, notamment à propos du camp du Struthof et de sa chambre à gaz ou encore à propos du journal du médecin nazi Johann Paul Kremer, conduit Pressac à douter de plus en plus de la validité de la méthode de Faurisson, sans pour autant l'amener encore à remettre en cause le fond de la démarche négationniste. Il considère, comme il le répète à Pierre Guillaume, que les négationnistes devraient « céder sur les chambres si vous voulez qu'ils cèdent sur les chiffres » et continue à agir au service de Faurisson, dans « le but alors recherché – mais non avoué – […] de prouver la validité des « arguments » négationnistes. »

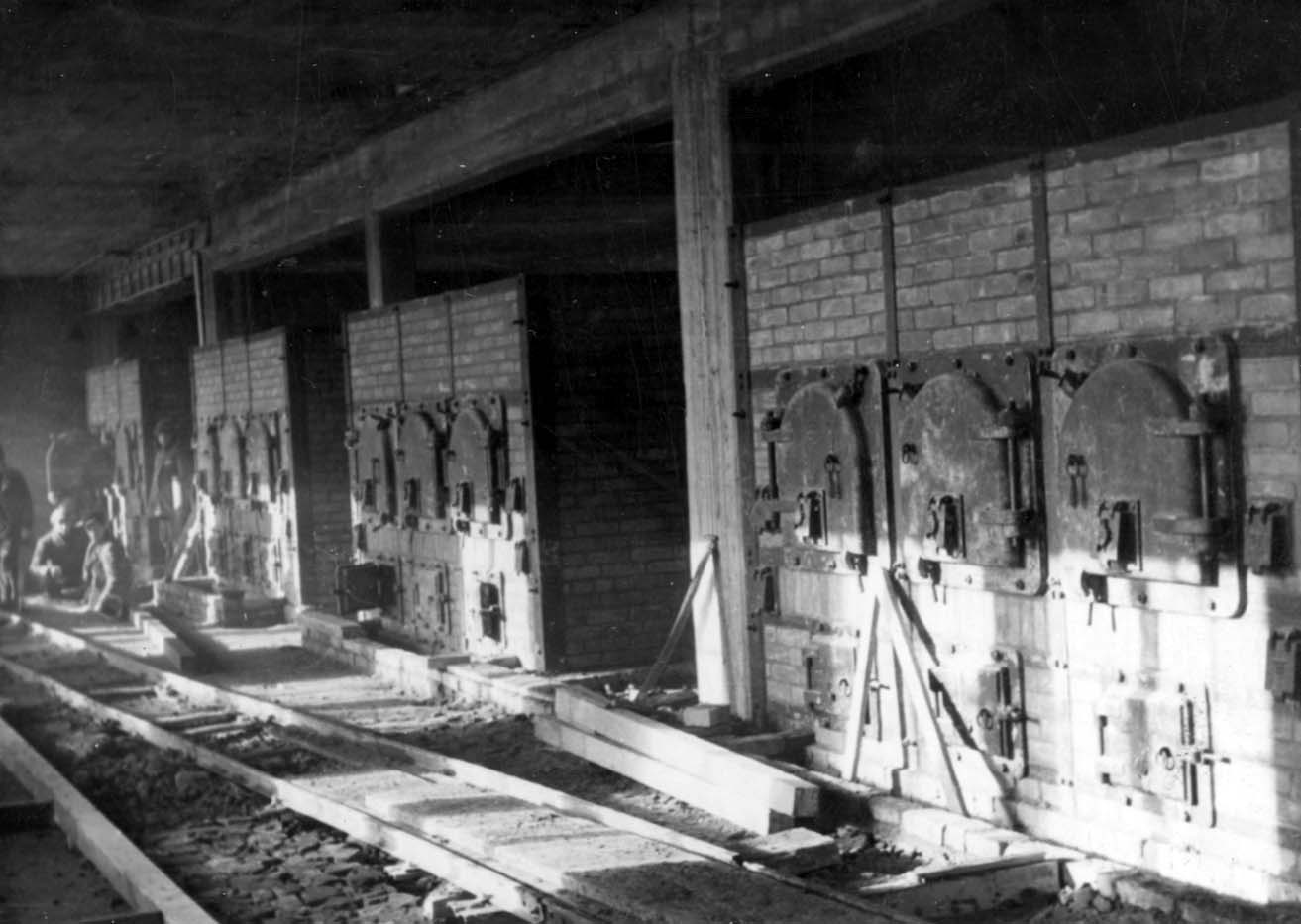
Salle de fours dans le crématorium II de Birkenau (1943).

Cependant, au cours d'un troisième séjour au camp d'Auschwitz en août 1980, le conservateur Tadeusz Iwaszko communique à Jean-Claude Pressac de nouveaux documents qui le convainquent, cette fois, que les thèses de Faurisson sont erronées ; il déclare à ce propos être passé « de l'espoir fou, en se disant que la thèse de Faurisson était bonne, à une claque historique et magistrale administrée par Tadeusz ». Approfondissant ses recherches avec l'aide du conservateur au fil de nouveaux séjours à Auschwitz, Pressac se forme à son contact à la méthode historique. Il découvre dans les plans et aménagements successifs des fours crématoires un nombre croissant de ce qu'il qualifie de « traces d'aménagement criminelles. » Pour Valérie Igounet, « peu à peu, Jean-Claude Pressac se détache de l'emprise psychologique et intellectuelle de celui qu'il considérait comme une sorte de guide. Il désire devenir un chercheur, débarrassé de toute obédience intellectuelle. »

### Rupture
Pressac rompt avec Faurisson en avril 1981 et devient « l'un de ses plus ardents adversaires » Cet antagonisme est également le fait de Robert Faurisson, pour qui « en quelques mois, Jean-Claude Pressac passe du statut de fidèle collaborateur […] à celui d'ennemi intime. La mauvaise foi et le ressentiment du négationniste à son égard sont évidents ». Cette rupture permet à Jean-Claude Pressac d'être par la suite progressivement considéré en France comme « un chercheur à part entière ».

## Des travaux reconnus (1982-1993)

### Colloque de la Sorbonne (1982)
Après avoir dans un premier temps soumis infructueusement ses travaux à l'historien Georges Wellers, Pressac prend contact avec Pierre Vidal-Naquet. Celui-ci l'invite à présenter les résultats de ses recherches au colloque international tenu à la Sorbonne sur « l'Allemagne nazie et le génocide juif », en juin 1982. Il y fait une conférence consacrée à l'« étude et [la] réalisation des Krematorium 4 et 5 » où il affirme que « les plans et la marche des opérations prouvent que les K4 et 5 n'ont pas été projetés comme instruments d'extermination, mais ont été – par bricolage criminel – adaptés et utilisés à cette fin, et […] que l'étude de leur réalisation et de leur évolution corrobore et confirme totalement les récits parfois divergents des membres du Sonderkommando sur le cauchemar dément qu'ils y ont vécu. » Cette première intervention publique est suivie en septembre d'un article sur le même sujet publié par Le Monde juif, où Georges Wellers souligne son désaccord avec cette théorie d'un aménagement tardif des crématoires.

### Deux ouvrages clés sur les chambres à gaz d'Auschwitz (1989, 1993

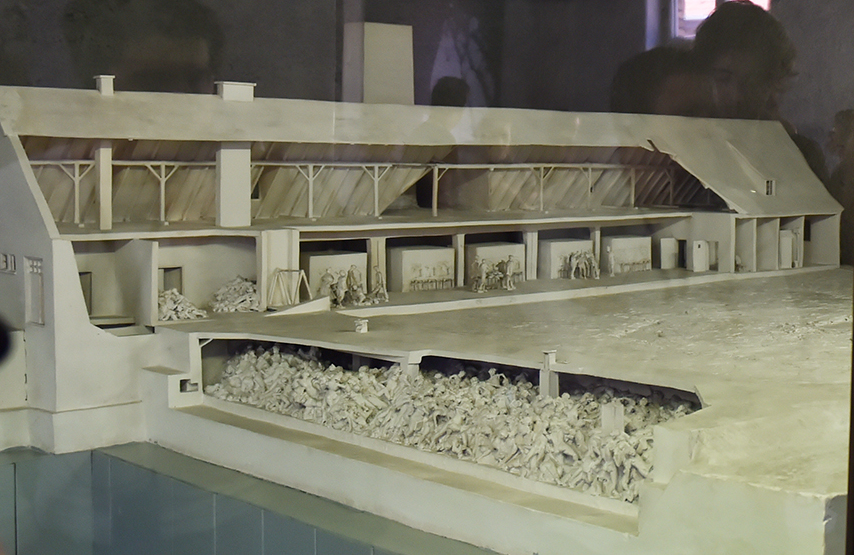
Diorama pédagogique de la chambre à gaz d'Auschwitz et des crématoriums.

Tout en exerçant son métier de pharmacien, il poursuit ses recherches au fil d'une quinzaine de séjours successifs en Pologne, à travers les correspondances, plans de construction, devis et comptes rendus d'entretien des crématoires et des chambres à gaz. Il s'appuie notamment sur Memento, l'œuvre picturale de David Olère, ancien Sonderkommando, le « commando spécial » dont le rôle principal est de sortir les corps des chambres à gaz et de récupérer sur les cadavres tout objet de valeur avant de les charger dans les fours crématoires, ayant travaillé au Bunker 2 puis au Crématorium III,. Il collabore avec Serge Klarsfeld et l'éditrice Anne Freyer-Mauthner pour la publication de l'Album d'Auschwitz en 1983, puis celle du Struthof Album en 1985. Grâce à la fondation Beate Klarsfeld, il publie enfin en 1989 son premier ouvrage, Auschwitz. Technique and operation of the gas chambers, qui réfute les thèses négationnistes et présente en détail l'histoire « technique » de la construction et du fonctionnement des chambres à gaz d'Auschwitz. L'ouvrage n'est cependant publié qu'en nombre limité et ne suscite d'écho que dans la littérature spécialisée.
Au début des années 1990, la chute de l'URSS lui ouvre notamment l'accès aux archives nazies conservées à Moscou, où il approfondit ses travaux. Il participe, en 1991, au documentaire de Pierre Oscar Lévy, Premier Convoi, qui retrace l'itinéraire des 12 survivants du premier convoi de Juifs de France parti de Drancy le 27 mars 1942. Recommandé au cinéaste par Serge Klarsfeld, Jean-Claude Pressac aida à retrouver les lieux exacts qui correspondaient aux témoignages des anciens déportés. Son second livre Les Crématoires d'Auschwitz. La machinerie du meurtre de masse, paraît en 1993. À la différence du précédent, il suscite un écho médiatique important dû, pour la chercheuse Nicole Lapierre, à la conjonction du parcours atypique de son auteur, du caractère inédit de ses travaux pour le grand public et enfin du contexte de mobilisation contre les campagnes menées par les négationnistes. Jean-Claude Pressac y poursuit l'explication de la conception et du fonctionnement des crématoires d'Auschwitz et montre l'implication d'entreprises allemandes dans la « Solution finale », telle la firme Topf und Söhne, fournisseur des fours crématoires. 
Devenu consultant du musée d'Auschwitz et conseiller du musée de l'Holocauste à Washington, il semble avoir voulu poursuivre en vue d'un nouvel ouvrage consacré plus spécifiquement à celle-ci, mais meurt en 2003 sans y être parvenu.

### Poursuite du débat avec les négationnistes
Pendant ce temps, devenu « un pourfendeur résolu des négationnistes – de Robert Faurisson en particulier, dont il a dénoncé la « malhonnêteté intellectuelle » et la « carence historique » – et un expert en démontage de leurs argumentations », il poursuit également sa polémique personnelle avec Faurisson par articles interposés. C'est le cas notamment lors des affaires de la thèse d'Henri Roques, puis du rapport Leuchter.

## Un auteur ambigu
Bien que ses livres constituent une réponse au négationnisme, qu'ils apportent une nette réfutation de l'argumentaire faurissonien et que ses travaux dans ce domaine aient été pleinement reconnus, Jean-Claude Pressac reste un personnage ambigu à plusieurs égards, ce qui a conduit plusieurs personnalités tels Serge Klarsfeld et Pierre Vidal-Naquet à prendre finalement leur distance avec lui, ou d'autres historiens à émettre des réserves à son endroit[réf. nécessaire].

### Histoire sans témoins
Jean-Claude Pressac considère a priori les témoignages, quels qu'ils soient, comme non fiables et inopérants pour établir la véracité de l'extermination dans les chambres à gaz. Il affirme qu'on ne doit retenir que des « preuves » techniques à chercher dans les archives issues de la construction et de l'élaboration des chambres à gaz. Cette approche strictement matérialiste et techniciste a été critiquée notamment par Pierre Vidal-Naquet, Pierre Milza, Georges Bensoussan, Pierre Pachet ainsi qu'Annette Wieviorka pour qui « Jean-Claude Pressac a ambitionné une histoire sans témoin. C'est-à-dire une histoire de la mise à mort envisagée comme processus technique. Il se place en quelque sorte dans la position du commandant du camp, Rudolf Höss, dont une grande partie du travail consiste à régler les divers problèmes techniques, dont les incidents et pannes des chambres à gaz-crématoires […] Il y avait quelque chose d'ahurissant à lire cette histoire technicienne de la mise à mort, qui a été très soutenue par certains de mes collègues et amis – Pierre Vidal-Naquet notamment –, parce qu'ils estimaient qu'une telle approche faisait barrage aux négationnistes, que la preuve ultime leur était opposée […] Je ne peux pas me résoudre à donner raison à Pressac. En quoi la « preuve écrite » ou « technique » est-elle plus solide que des dizaines de témoignages indépendants les uns des autres ? » De même, Claude Lanzmann lui reproche une histoire tronquée, sans dimension humaine et située « sur le plan glaciaire de la technique pure » ; à ses yeux, Pressac « disqualifie […] non seulement tout le travail antérieur, mais également les témoignages frappés de suspicion ou de nullité à cause de leur « coefficient personnel d'émotion ». »
Dans le même ordre d'idées, pour l'historien Vincent Duclerc, « avoir attiré la recherche sur une question technique en la détachant d'une interrogation sur le sens est un échec des historiens et du pouvoir critique qui les constitue » : en se cantonnant au processus de construction matérielle des chambres à gaz et des crématoires et en ignorant la question de la finalité de celles-ci et de la décision politique à leur origine, le livre de Pressac morcelle la connaissance historienne et demeure « prisonnier d'archives unilatérales, il ne s'inscrit pas dans un état de la question considéré pourtant comme la voie centrale du progrès dans la connaissance du génocide et il réduit le travail historien à l'érudition technique. »

### Minoration des chiffres
Les tentatives répétées de Pressac de minorer constamment l'estimation du nombre des victimes d'Auschwitz n'ont pas été jugées probantes et ont également été critiquées par les historiens, en particulier par Raul Hilberg ainsi que Claire Ambroselli, Georges Bensoussan ou encore plus récemment Sybille Steinbacher (de) qui juge que « le chiffre total de 775 000 morts qu'il présente sans preuve n'est pas tenable. » 
Pierre Milza souligne en outre l'ambiguïté de ses propos sur ces statistiques, « parlant au cours d'un entretien avec Valérie Igounet d'un « coefficient multiplicateur émotionnel » variant de 2 à 7 et s'indignant du « pitoyable niveau de la science concentrationnaire, basée exclusivement jusqu'à nos jours sur les sacro-saints témoignages » », propos rapidement exploités par les négationnistes.

### Ambivalence face au négationnisme
Des personnes amenées à travailler avec lui, telles Anne Freyer-Mauthner (directrice éditoriale aux éditions du Seuil), soulignent son antisémitisme viscéral ou encore, comme Robert Jan van Pelt, sa fascination pour les SS traduite par « un véritable musée de guerre au second étage de sa pharmacie. » Cependant, cette accusation de complaisance pour le nazisme a également été émise et amplifiée par les négationnistes eux-mêmes, dans l'intention de le discréditer après la parution des Crématoires d'Auschwitz.
Enfin, différents propos ou actes de Pressac, en dehors de ses publications reconnues, traduisent l'ambivalence constante de sa position par rapport au négationnisme. Il confesse à propos de son intervention lors du colloque de 1982 n'avoir renoncé à faire état à cette occasion de la « qualité » et de « l'honnêteté » des travaux de Faurisson qu'afin de ne pas compromettre sa propre entrée dans la carrière d'historien. Il reste d'autre part pendant le même temps en relation continue avec le négationniste Pierre Guillaume. En poursuivant plus généralement le débat avec les négationnistes, il leur offre une ouverture importante, ignorée par Robert Faurisson, mais dont Pierre Guillaume voyait, lui, particulièrement l'intérêt, à tel point que c'est en fait l'un des motifs de sa propre rupture finale avec Faurisson au début des années 1990. Jugeant l'inutilité de ce débat, Pierre Vidal-Naquet conclut à propos de Pressac que « le seul négationniste qu'il convainc, c'est lui-même, » tandis que Claude Lanzmann y voit plus radicalement une légitimation des arguments négationnistes, « qui deviennent ce par rapport à quoi, à qui, tous se situent. »
Surtout, « [Pressac] collabore à des revues historiques de grande qualité. Mais il choisit également d'écrire sous pseudonyme - dans d'autres revues - des propos qui choquent ». C'est le cas également dans un entretien datant de juin 1995 où Jean-Claude Pressac qualifie le dossier des chambres à gaz de « pourri » par le phénomène mémoriel et par « le virus de la langue de bois antifasciste », puis affirme que « la forme actuelle, pourtant triomphante, de la présentation de l'univers des camps est condamnée. Qu'en sauvera-t-on ? Peu de choses. » 
Valérie Igounet conclut à ce propos que « Jean-Claude Pressac occupe une place importante dans l'histoire du négationnisme. D'ancien associé de Robert Faurisson, il est aujourd'hui considéré par beaucoup comme celui qui a démontré scientifiquement l'existence des chambres à gaz homicides. Sa personnalité et les résultats de ses recherches restent, malgré tout, équivoques et annoncent ce paradoxe : Jean-Claude Pressac est devenu une sorte de héraut des deux parties en présence, historiens et négationnistes ; une situation qui révèle l'ambiguïté de sa position. »

## Publications
- L'Album d'Auschwitz. D'après un album découvert par Lili Meier, survivante du camp de concentration, Paris, Le Seuil, 1983 (avec Anne Freyer).
- The Struthof Album, New York, The Beate Klarsfeld Foundation, 1985.
- « Étude et réalisation des Krematorien IV et V d'Auschwitz-Birkenau », dans Colloque de l'École des hautes études en sciences sociales, L'Allemagne nazie et le génocide juif, Paris, Le Seuil, 1985.
- « Les carences et incohérences du Rapport Leuchter », dans Jour J, la lettre télégraphique juive, 12 décembre 1988, Lire en ligne, phdn.org.
- Auschwitz. Technique and operation of the gas chambers, New York, The Beate Klarsfeld Foundation, 1989, Lire en ligne, holocaust-history.org.
- « Pour en finir avec les négateurs », dans L'Histoire, no 156, juin 1992, p. 42-51.
- Les crématoires d'Auschwitz. La machinerie du meurtre de masse, Paris, CNRS Éditions, 1993, rééd., 2007.